# Каганов, Зосим Григорьевич
Зосим Григорьевич Каганов (23.12.1911, Киев — 23.11.1998, Санкт‑Петербург) — инженер-электрик, доктор технических наук (1963), профессор (1969), заведующий кафедрой теоретических основ электротехники Уфимского авиационного института. Член КПСС с 1943 г.
Родился в Киеве 23 декабря 1911 г.
Окончил Киевский техникум связи (1931) и вечернее отделение Ивановского энергетического института (1938).
- 1938—1940 дежурный инженер ТЭЦ и старший инженер-электрик Сегежского целлюлозно-бумажного комбината (Карелия).
- 1940—1941 аспирант Ивановского энергетического института
- 1942—1946 служба в РККА, старший лейтенант, преподаватель Московского инженерного военного училища, награждён медалью «За победу над Германией в Великой Отечественной войне 1941–1945 гг.»
- 1946—1949 аспирант, ассистент, доцент (1949) Ивановского энергетического института, в 1948 г. защитил кандидатскую диссертацию, посвященную изучению волновых явлений в электрических машинах
- 1949—1959 доцент Ивановского текстильного института
- 1959—1961 старший научный сотрудник Института автоматики и электрометрии Сибирского отделения АН СССР,
- 1961—1971 заведующий лабораторией Транспортно-энергетического института СО АН СССР, где под его руководством были организованы две новые лаборатории — высоковольтных устройств и волновых процессов в электрических машинах. В 1963 г. защитил докторскую диссертацию на тему «Волновые явления в электрических машинах», в 1969 г. утверждён в звании профессора.
- 1971—1982 заведующий кафедрой теоретических основ электротехники Уфимского авиационного института.
- 1982—1988 профессор той же кафедры.

С 1988 г. на пенсии, жил в Ленинграде (Санкт-Петербурге).

## Сочинения
- Волновые напряжения в электрических машинах [Текст]. — Москва : Энергия, 1970. — 209 с. : ил.; 20 см.
- Теоретические основы техники высоких напряжений [Текст] : Электр. поля в высоковольт. установках : Учеб. пособие. — Уфа : УАИ, 1977. — 74 с. : ил.; 20 см.
- Волновые процессы в электрических установках : Учеб. пособие / З. Г. Каганов. — Уфа : УАИ, 1980. — 85 с. : ил.; 20 см.
- Современные представления о природе электромагнитного поля : Учеб. пособие / З. Г. Каганов. — Уфа : УАИ, 1985. — 50 с. : ил.; 20 см.
- Электрические цепи с распределенными параметрами и цепные схемы / З. Г. Каганов. — М. : Энергоатомиздат, 1990. — 246,[1] с. : ил.; 22 см; ISBN 5-283-00522-4 :
- Применение полиномов Чебышева для расчета однородных цепных схем [Текст] : Учеб. пособие / З. Г. Каганов, Л. С. Медведева, В. С. Захарин. — Уфа : УАИ, 1978. — 96 с. : схем.; 20 см.
- Волновые явления в электрических машинах [Текст] : (Приближенные методы расчета) / Акад. наук СССР. Сиб. отд-ние. Гос. производ. ком. по энергетике и электрификации СССР. Сиб. науч.-исслед. ин-т энергетики. — Новосибирск : [б. и.], 1964. — 373 с., 2 л. табл. : ил.; 27 см.
- Цепные дроби в электротехнике [Текст] : В 2 ч. / АН СССР. Сиб. отд-ние. М-во энергетики и электрификации СССР. Сиб. науч.-исслед. ин-т энергетики. — Новосибирск : Наука. Сиб. отд-ние, 1966. — 1 т.; 21 см.